# Итоговый турнир WTA 2009 — одиночный турнир
Одиночный турнир Sony Ericsson Championships 2009 прошёл в Дохе с 27 октября по 1 ноября 2009 года. В нём приняли участие 10 лучших теннисисток по итогам сезона-2009.

 Серена Уильямс — победитель турнира.

## Сеяные
| 1. Динара Сафина (Группа; снялась с турнира вследствие травмы поясницы) 2. Серена Уильямс (Титул) 3. Светлана Кузнецова (Группа) 4. Каролина Возняцки (Полуфинал) | 1. Елена Дементьева (Группа) 2. Виктория Азаренко (Группа; отказ в последнем матче) 3. Винус Уильямс (Финал) 4. Елена Янкович (Полуфинал) |

## Запасные
| 1. Вера Звонарёва (Группа; замена Сафиной, снялась с турнира из-за травмы правого голеностопа) | 1. Агнешка Радваньская (Группа; замена Звонарёвой) |

## Сетка

### Используемые сокращения
- Q (англ. qualifier, дословно — квалифицировавшийся) — победитель квалификационного турнира.
- WC (англ. wild card, уайлд-кард) — специальное приглашение от организаторов.
- LD (англ. last direct acceptance, последний прямой допуск) — игрок, находящийся последним в списке участников, попадающих напрямую в основную сетку.
- LL (англ. lucky loser, лаки-лузер) — игрок с наивысшим рейтингом из проигравших в финальном раунде квалификации, приглашённый в качестве замены поздно снявшегося игрока основной сетки.
- Rt (англ. retired, дословно — снявшийся) — отказ игрока от продолжения игры по ходу матча.
- W/O (англ. walkover, дословно — проход) — выигрыш на невыходе соперника на игру.
- SE (англ. special exempt) — специальный допуск. Используется для игроков, которые удачно сыграли на неделе, предшествовавшей турниру, и потому не могли участвовать в квалификации.
- SR (англ. special rating) — специальный рейтинг. Даётся игроку, получившему травму и выбывшему из тура не менее чем на 6 месяцев и до двух лет. В этом случае его рейтинг на время лечения травмы «замораживается» и затем после возвращения, он имеет право заявляться на несколько турниров (определяется регламентом тура), чтобы попадать на турниры своего уровня.
- PR (англ. protected ranking, дословно — защищённый рейтинг). Используется для допуска в турнир игроков, пропустивших долгое время из-за травмы и опустившихся в рейтинге.
- ALT (англ. alternate) — альтернативный игрок в сетке (замена кого-то из поздно снявшихся с турнира).
- S (англ. suspended, дословно — отложен) — матч приостановлен из-за дождя или темноты.
- D (англ. defaulted) — один из спортсменов снят с турнира за неспортивное поведение.

### Финальные раунды
|  | Полуфиналы | Полуфиналы        | Полуфиналы        | Полуфиналы        | Полуфиналы        | Полуфиналы        | Полуфиналы        | Полуфиналы | Полуфиналы | Полуфиналы |   |               | Финал         | Финал          | Финал          | Финал          | Финал          | Финал          | Финал          | Финал          | Финал | Финал |
|  |            |                   |                   |                   |                   |                   |                   |            |            |            |   |               |               |                |                |                |                |                |                |                |       |       |
|  | 8          | Елена Янкович     | Елена Янкович     | Елена Янкович     | Елена Янкович     | Елена Янкович     | Елена Янкович     | 7          | 3          | 4          |   |               |               |                |                |                |                |                |                |                |       |       |
|  | 8          | Елена Янкович     | Елена Янкович     | Елена Янкович     | Елена Янкович     | Елена Янкович     | Елена Янкович     | 7          | 3          | 4          |   |               |               |                |                |                |                |                |                |                |       |       |
|  | 7          | Винус Уильямс     | Винус Уильямс     | Винус Уильямс     | Винус Уильямс     | Винус Уильямс     | Винус Уильямс     | 5          | 6          | 6          |   |               |               |                |                |                |                |                |                |                |       |       |
|  |            |                   |                   |                   |                   |                   |                   |            |            |            | 7 | Винус Уильямс | Винус Уильямс | Винус Уильямс  | Винус Уильямс  | Винус Уильямс  | Винус Уильямс  | Винус Уильямс  | 2              | 64             |       |       |
|  |            |                   |                   |                   |                   |                   |                   |            |            |            | 7 | Винус Уильямс | Винус Уильямс | Винус Уильямс  | Винус Уильямс  | Винус Уильямс  | Винус Уильямс  | Винус Уильямс  | 2              | 64             |       |       |
|  |            |                   |                   |                   |                   |                   |                   |            |            |            |   |               | 2             | Серена Уильямс | Серена Уильямс | Серена Уильямс | Серена Уильямс | Серена Уильямс | Серена Уильямс | Серена Уильямс | 6     | 7     |
|  | 4          | Каролина Возняцки | Каролина Возняцки | Каролина Возняцки | Каролина Возняцки | Каролина Возняцки | Каролина Возняцки | 4          | 1          | r          |   |               | 2             | Серена Уильямс | Серена Уильямс | Серена Уильямс | Серена Уильямс | Серена Уильямс | Серена Уильямс | Серена Уильямс | 6     | 7     |
|  | 4          | Каролина Возняцки | Каролина Возняцки | Каролина Возняцки | Каролина Возняцки | Каролина Возняцки | Каролина Возняцки | 4          | 1          | r          |   |               |               |                |                |                |                |                |                |                |       |       |
|  | 2          | Серена Уильямс    | Серена Уильямс    | Серена Уильямс    | Серена Уильямс    | Серена Уильямс    | Серена Уильямс    | 6          | 0          |            |   |               |               |                |                |                |                |                |                |                |       |       |
|  | 2          | Серена Уильямс    | Серена Уильямс    | Серена Уильямс    | Серена Уильямс    | Серена Уильямс    | Серена Уильямс    | 6          | 0          |            |   |               |               |                |                |                |                |                |                |                |       |       |
|  |            |                   |                   |                   |                   |                   |                   |            |            |            |   |               |               |                |                |                |                |                |                |                |       |       |

### Групповой раунд
Золотистым выделены игроки, занявшие первые два места в своих группах.

#### Белая группа
| Посев | Теннисистка                                      | Динара Сафина Вера Звонарёва Агнешка Радваньская | Каролина Возняцки | Виктория Азаренко    | Елена Янкович | Матчи   | Сеты        | Геймы            | Место |
| ----- | ------------------------------------------------ | ------------------------------------------------ | ----------------- | -------------------- | ------------- | ------- | ----------- | ---------------- | ----- |
| 1 ALT | Динара Сафина Вера Звонарёва Агнешка Радваньская |                                                  | 0–6, 7–63, 4–6    | 4–6, 7–5, 4–1, отказ | 1–1, отказ    | 0–1 1–0 | 0–2 1–2 2–1 | 1–12 11–18 17–12 | — 4   |
| 4     | Каролина Возняцки                                | 6–0, 6–73, 6–4 (Звонарёва)                       |                   | 1–6, 6–4, 7–5        | 2–6, 2–6      | 2–1     | 4–4         | 36–38            | 2     |
| 6     | Виктория Азаренко                                | 6–4, 5–7, 1–4, отказ (Радваньская)               | 6–1, 4–6, 5–7     |                      | 6–2, 6–3      | 1–2     | 4–4         | 39–36            | 3     |
| 8     | Елена Янкович                                    | 1–1, отказ (Сафина)                              | 6–2, 6–2          | 2–6, 3–6             |               | 2–1     | 4–2         | 28–18            | 1     |

#### Бордовая группа
| Посев | Теннисистка        | Серена Уильямс | Светлана Кузнецова | Елена Дементьева | Винус Уильямс  | Матчи | Сеты | Геймы | Место |
| ----- | ------------------ | -------------- | ------------------ | ---------------- | -------------- | ----- | ---- | ----- | ----- |
| 2     | Серена Уильямс     |                | 7–66, 7–5          | 6–2, 6–4         | 5–7, 6–4, 7–64 | 3–0   | 6–1  | 44–34 | 1     |
| 3     | Светлана Кузнецова | 6–76, 5–7      |                    | 6–3, 6–2         | 2–6, 7–63, 4–6 | 1–2   | 3–4  | 36–37 | 3     |
| 5     | Елена Дементьева   | 2–6, 4–6       | 3–6, 2–6           |                  | 3–6, 7–66, 6–2 | 1–2   | 2–5  | 27–38 | 4     |
| 7     | Винус Уильямс      | 7–5, 4–6, 6–74 | 6–2, 6–73, 6–4     | 6–3, 6–76, 2–6   |                | 1–2   | 4–5  | 49–47 | 2     |